# (185577) Hhaihao
(185577) Hhaihao est un astéroïde de la ceinture principale.

## Description
(185577) Hhaihao est un astéroïde de la ceinture principale. Il fut découvert le 28 janvier 2008 à l'Observatoire de Lulin par Ye Quan-Zhi et Hong Qin Lin. Il présente une orbite caractérisée par un demi-grand axe de 2,97 UA, une excentricité de 0,24 et une inclinaison de 2,1° par rapport à l'écliptique.

## Compléments